# 斯霍爾滕 (密蘇里州)
斯霍爾滕（英語：Scholten）是位於美國密蘇里州巴里縣的非建制地區。

## 歷史
斯霍爾滕的郵局於1886年設立，其後於1919年停運。

## 地理
斯霍爾滕所處的海拔為高於海平面420米（即1378英呎），而該地所採用的時區為UTC-6，即北美中部時區（CST）。同時該地設有夏令時間，為UTC-6調快一小時，即UTC-5（CDT）。